# Niederahr
Niederahr település Németországban, Rajna-vidék-Pfalz tartományban. Lakosainak száma 808 fő (2023. december 31.).

## Népesség
A település népességének változása:
| Lakosok száma | 674  | 815  | 811  | 808  | 816  | 816  | 808  |
|               | 1975 | 2014 | 2017 | 2019 | 2021 | 2022 | 2023 |